# Eriochilus scaber
Eriochilus scaber är en orkidéart som beskrevs av John Lindley. Eriochilus scaber ingår i släktet Eriochilus och familjen orkidéer.

## Underarter
Arten delas in i följande underarter:
- E. s. orbifolia
- E. s. scaber